# Корбин, Роберт (политик)
Роберт К. Корбин (англ. Robert K. Corbin; 17 ноября 1928, Уортингтон, штат Индиана) — американский юрист и политик, с 1979 по 1991 гг. занимал должность генерального прокурора Аризоны. С 1992 по 1993 гг. был президентом Национальной стрелковой ассоциации.

## Биография
Корбин родился в Уортингтоне штат Индиана, женат на Лори Кляйн Корбин член Республиканского национального комитета. С 1959 по 2008 гг. был женат на Хелен Корбин (1931—2008) родилась в Пенсильвании. В этом браке родились три дочери Дебора, Лори и Кэти.
Окончив среднюю школу в 1946 году поступил на службу в ВМС США. После армии вернулся в Индиану. Где он поступил в Индианский университет в Блумингтоне окончил его со степенью бакалавра. Изучал право на Юридическом факультете Маурера Университета Индианы где получил степень доктора юридических наук. Учась в Индианском университете он написал эссе о Забытом золотом руднике голландца, это вызвало у него интерес к заброшенным шахтам и сокровищам. Это было одной из причин по которой он переехал в Аризону. Начал активную деятельность по изучению Забытого золотого рудника голландца и Гор суеверий.

## Политическая карьера
В 1958 году Корбин пришёл на должность заместителя прокурора округа Марикопа. В 1964 году на один срок был избран прокурором округа Марикопа. В 1972 году входил в Наблюдательный совет округа Марикопа, в ноябре 1979 года назначен генеральным прокурором Аризоны находясь в должности до 1991 года, таким образом он занимал пост дольше чем любой его предшественник.
Корбин привлёк к ответственности губернатора-республиканца Эвана Мичема за неправомерное использование пожертвований на предвыборную кампанию. Обвинения были сняты после импичмента Мичему. В 1987 году Корбин предъявил обвинение бывшему конгрессмену Сэму Стайгеру в вымогательстве у члена комиссии по условно-досрочному освобождению. Стайгера осудили, но приговор был обжалован по апелляции.
В 2014 году во время выборов на пост генерального прокурора Аризоны поддержал кандидатуру Марка Брновича.